# Mont Kinabalu
Vous lisez un « bon article » labellisé en 2011.
« Kinabalu » redirige ici.  Pour la ville, voir Kota Kinabalu.
Le mont Kinabalu, en malais Gunung Kinabalu, est une montagne de Malaisie, point culminant de ce pays et de l'île de Bornéo avec 4 095 mètres d'altitude. Sa grande biodiversité est rendue possible par une géologie et un climat uniques. Elle comprend de nombreuses espèces endémiques, notamment plusieurs plantes carnivores ainsi que de nombreuses orchidées, protégées par le parc national du Kinabalu, parc national classé au patrimoine de l'Humanité par l'UNESCO. Cette richesse en faune et flore a été découverte par Hugh Low et John Whitehead au milieu du XIXe siècle, ce dernier étant l'auteur de la première ascension de la cime principale en 1888. Il s'agit de l'une des montagnes les plus fréquentées d'Asie du Sud-Est.

## Toponymie
Le nom de la montagne proviendrait de la langue dusun, dans laquelle Aki Nabalu signifie « demeure vénérée des morts ». Une seconde source, reposant sur une légende, affirme que Kinabalu signifierait Cina Balu, c'est-à-dire « veuve chinoise ». En raison de l'influence linguistique du dusun, la prononciation [ʃi.na] est devenue [ki.na],.

## Géographie

### Situation

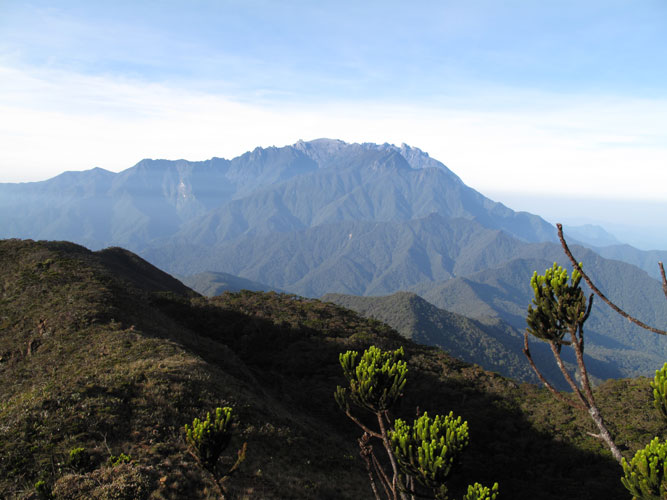
Vue du mont Kinabalu depuis le mont Tambuyukon.

Le mont Kinabalu est le point culminant de la Malaisie et de Bornéo. Situé à la pointe nord-est de l'île, dans l'État de Sabah, il s'élève dans le massif de Banjaran Crocker. Culminant à 4 095 mètres d'altitude, il s'agit de l'un des plus hauts sommets de l'Asie du Sud-Est, entre l'Himalaya et les montagnes de Nouvelle-Guinée ; il est classé au vingtième rang sur la liste des sommets par hauteur de culminance. Il se trouve à soixante kilomètres à l'est-nord-est de la ville côtière de Kota Kinabalu et dix-sept kilomètres au sud-ouest du mont Tambuyukon (2 579 m).

### Topographie

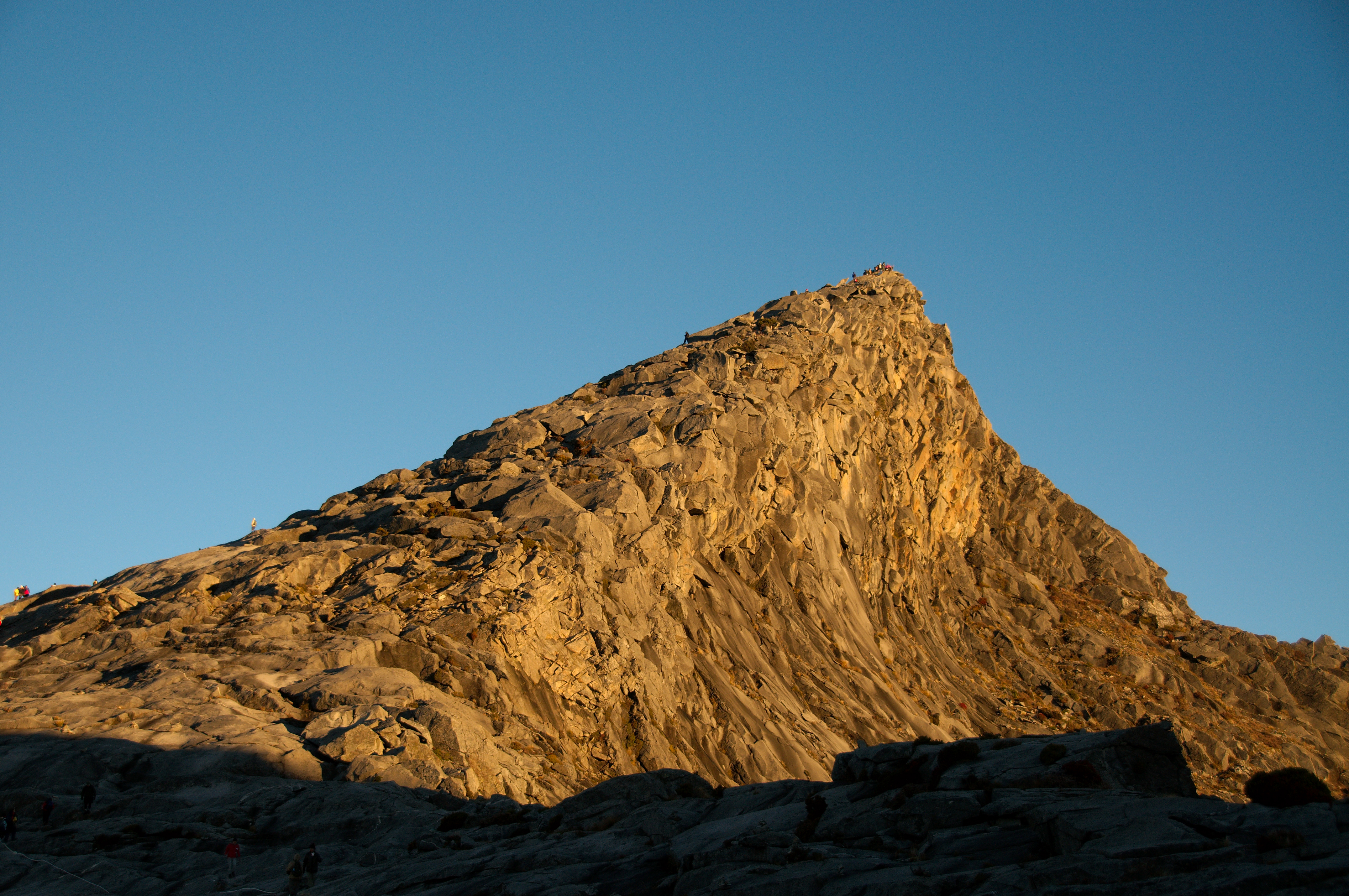
Vue du Low's Peak, le pic principal du mont Kinabalu.

Le mont Kinabalu couvre une superficie d'environ 750 km2. Il est surmonté par un vaste plateau sommital d'où quelques cimes dépassent, dont le Low's Peak (4 095 m), le Victoria Peak (4 091 m), le St. John's Peak (4 091 m), le King Edward's Peak (4 086 m), les Donkey's Ears (4 048 m), l’Ugly Sister Peak (4 032 m), le St. Alexandra Peak (3 998 m), l’Oyayubi Iwu Peak (3 976 m), et le South Peak (3 922 m),,. En 1997, une nouvelle étude basée sur des mesures satellites a ramené l'altitude du pic principal, Low's Peak, à 4 095 mètres, soit six mètres de moins que la précédente valeur connue à 4 101 mètres.

### Géologie
Le mont Kinabalu est essentiellement formé par un pluton massif de granodiorite remonté dans des roches sédimentaires et ultramafiques et formant le cœur du massif. La granodiorite se trouve dans des strates fortement métamorphisées, probablement d'âge Éocène ou Miocène. Elle est remontée depuis la croûte terrestre sous forme de roche fondue il y a plusieurs millions d'années. En temps géologiques, il s'agit d'une très jeune montagne puisque la granodiorite a refroidi et s'est solidifiée il y a seulement 10 millions d'années. Les violentes explosions qui ont accompagné la remontée du pluton sont à l'origine des schistes et des grès qui forment le reste du Banjaran Crocker. L'aspect actuel de la montagne est considéré comme une pénéplaine datant du milieu du Pliocène. Elle est recourbée et parcourue de profondes fissures dans lesquelles la granodiorite a pu remonter par le phénomène d'isostasie. Elle continue à se soulever à une vitesse de cinq millimètres par an.
Au cours du Pléistocène, pendant 100 000 ans, la montagne est recouverte par une importante calotte glaciaire et les glaciers qui parcourent ses pentes entaillent profondément ses versants. Ainsi, ils creusent la ravine de Low, profonde de 1 800 mètres, sur la face nord. La nature granitique et l'érosion glaciaire sont clairement visibles en observant les falaises au sommet,.

### Climat
Le mont Kinabalu est fréquemment couvert de nuages et les précipitations y sont abondantes une grande partie de l'année. Ainsi, le botaniste néerlandais Willem Meijer le décrit comme « une montagne de brume et de pluie ». De manière générale, l'aube est ensoleillée et la montagne se couvre progressivement en fin de matinée, pour voir les averses se produire dans l'après-midi. Il tombe 2 400 mm au bureau principal du parc à 1 560 mètres d'altitude. Une saison sèche se fait sentir entre février et mars alors que les mois les plus arrosés sont d'octobre à janvier. Il neige à de très rares occasions au sommet. Les températures chutent de 25 °C vers 550 mètres d'altitude à 4 °C en moyenne au sommet. Au bureau principal du parc, la température moyenne est de 20 °C et les écarts entre le jour et la nuit compris entre 7 et 9 °C.

### Faune et flore

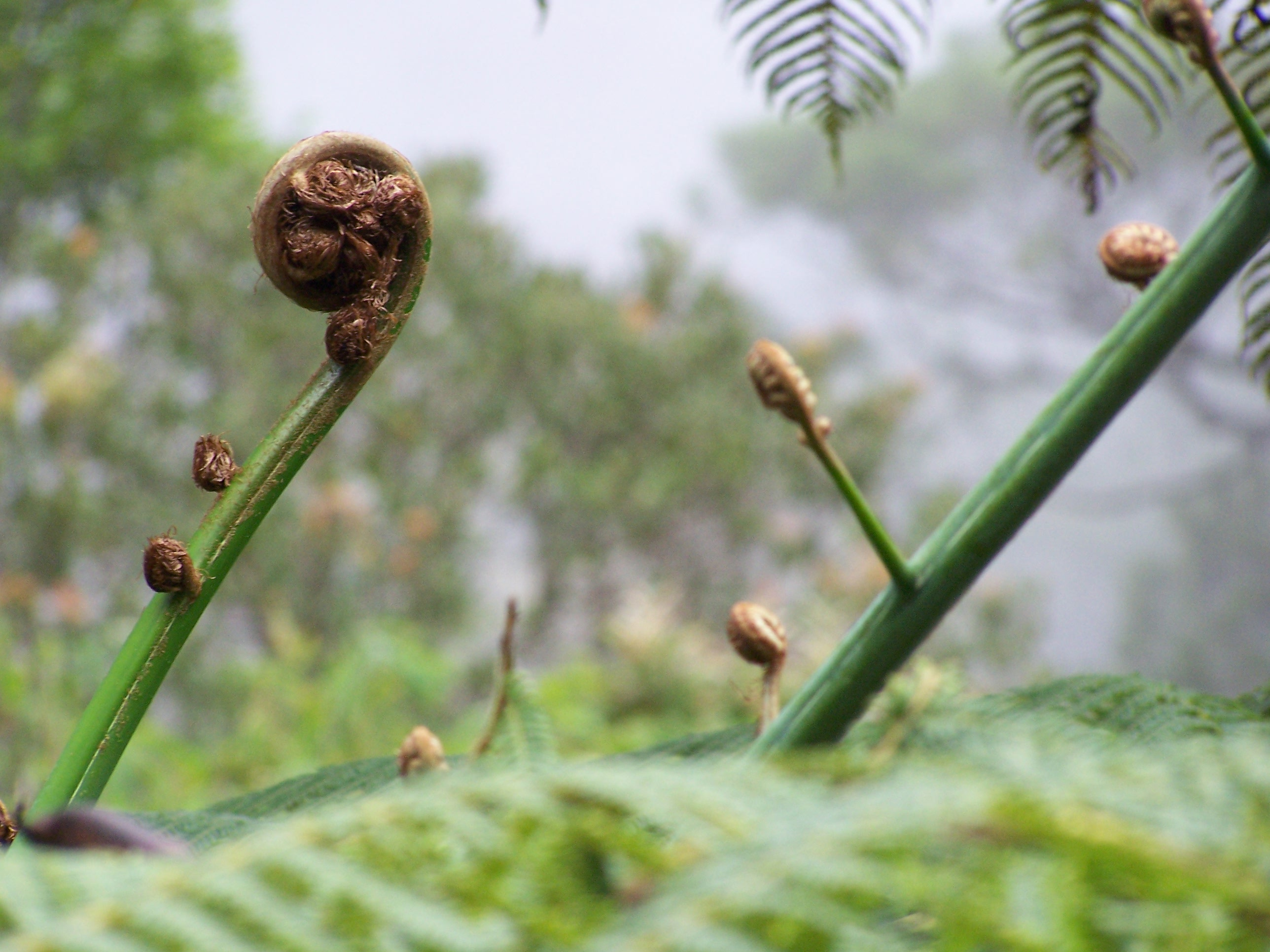
Végétation tropicale dans la partie inférieure de la montagne.

Le mont Kinabalu, comme les autres reliefs du Banjaran Crocker, est réputé pour sa végétation luxuriante et sa biodiversité, avec la présence de plantes d'origine himalayenne, australasienne et indomalaisienne. Une étude botanique menée récemment sur la montagne a mis en évidence la présence de 5 à 6 000 espèces de plantes, hors mousses et hépatiques,,,,,, ce qui est plus qu'en Europe et en Amérique du Nord (hors régions tropicales du Mexique) réunies. Par conséquent, il s'agit d'un des sites biologiques majeurs au monde. Il comprend l'écorégion terrestre des pelouses alpines d'altitude du Kinabalu qui fait partie du biome des prairies et brousses d'altitude.

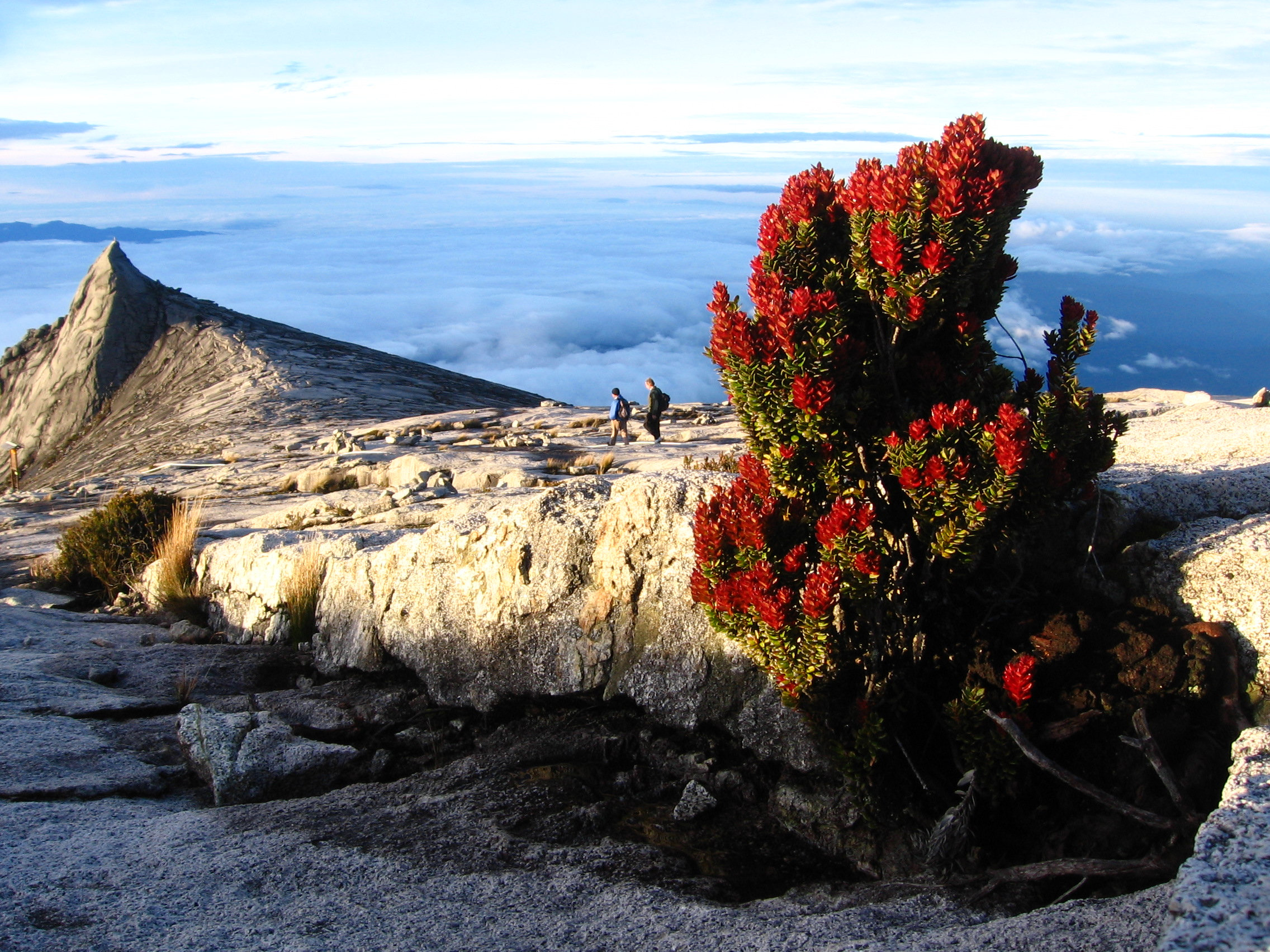
Végétation arborescente sur le plateau sommital avec le South Peak en arrière-plan à gauche.

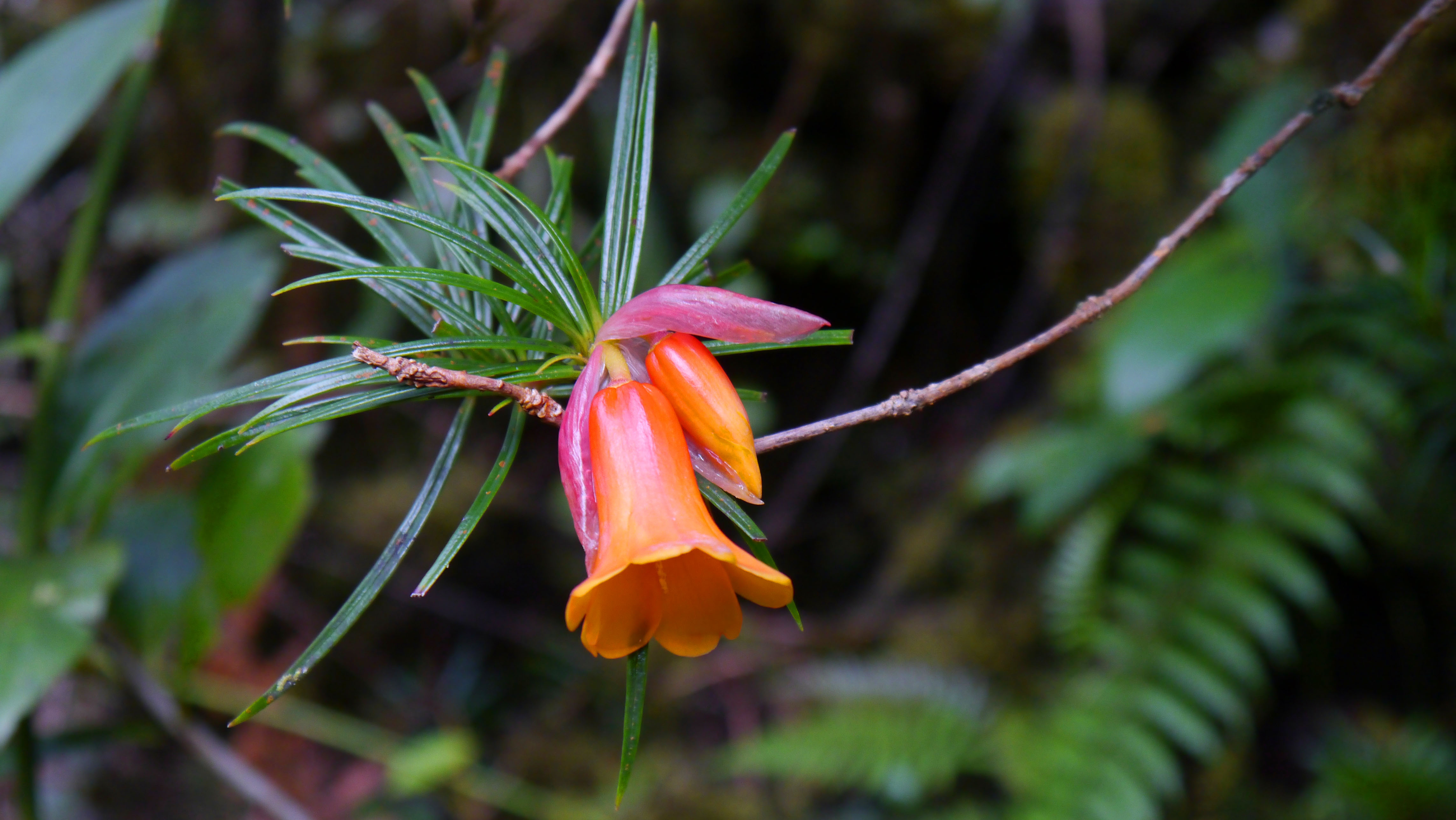
Rhododendron stenophyllum à 2000 mètres d'altitude.

La flore est répartie en différents étages, qui vont d'une ceinture d'arbres du genre Ficus, de la famille Dipterocarpaceae et de plantes insectivores jusqu'à 2 600 mètres d'altitude à une zone alpine au-delà de 3 200 mètres où se trouvent des orchidées dont la variété est l'une des plus riches au monde, en passant par un étage constitué d'arbres buissonnants dont le conifère Dacrydium gibbsiae, de bruyères, de mousses, de lichens et de fougères.
Ces plantes possèdent un haut niveau d'endémisme. Les orchidées en sont l'exemple le plus frappant avec 800 espèces incluant le genre Paphiopedilum, avec le très rare Paphiopedilum rothschildianum, mais sont également présentes 600 espèces de fougères, soit plus que dans toute l'Afrique, dont 50 endémiques, et la plus grande variété de plantes carnivores du genre Nepenthes, avec cinq sur les treize qui sont endémiques,,. Le genre Rafflesia, qui détient le record de la plus grosse fleur du monde, réunit des plantes parasites et est présent au mont Kinabalu, en particulier au travers de son espèce rare Rafflesia keithii dont la fleur atteint 94 centimètres de diamètre. Une oléacée endémique, Olea rubrovenia, pousse sur les versants et les crêtes, entre 700 et 1 400 m d'altitude.
Cette incroyable biodiversité végétale est due à une combinaison de facteurs unique : elle est en Malaisie qui est l'une des régions au monde les plus variées floristiquement, elle bénéficie d'une grande variété climatique du pied au sommet de la montagne et de précipitations abondantes, elle s'épanouit dans des terrains allant de la roche ultramafique pauvre aux sols riches, et enfin elle a connu des grands bouleversements comme les glaciations et des sécheresses catastrophiques qui ont résulté en une forte spéciation. La diversité est plus importante à basse altitude ; en revanche, l'endémisme concerne surtout la partie supérieure de la montagne.

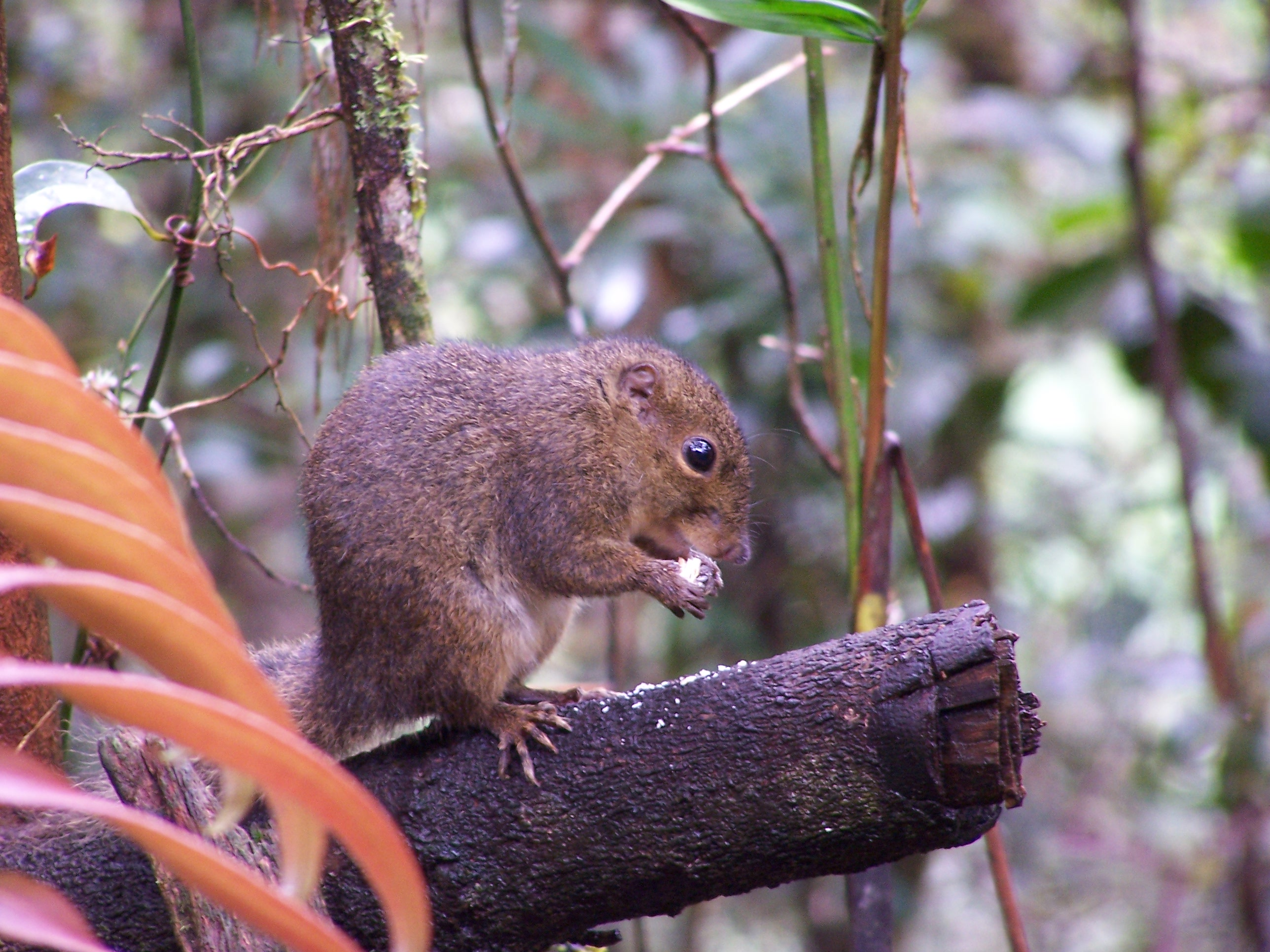
Sundasciurus tenuis dans la forêt du mont Kinabalu.

La grande diversité végétale est un habitat pour une importante variété d'espèces animales. Le parc national du Kinabalu abrite 326 espèces d'oiseaux, notamment le Calao rhinocéros (Buceros rhinoceros), le Serpentaire du Kinabalu (Spilornis kinabaluensis), le Podarge de Hartert (Batrachostomus harterti), le Gobemouche bridé (Rhinomyias gularis) et le Garrulaxe chauve (Garrulax calvus). La montagne est le refuge de 24 espèces en particulier dont une absolument endémique, l'Arachnothère d'Everett (Arachnothera everetti). Une centaine d'espèces de mammifères sont présentes, souvent perchées dans les arbres, incluant un des quatre hominidés : l'orang-outan qui est menacé. La belette malaise (Mustela nudipes), la loutre cendrée (Aonyx cinerea), le chat-léopard (Prionailurus bengalensis) et trois espèces de cervidés sont également présents. Suncus ater et Melogale everetti sont des mammifères endémiques. Les annélides comptent une douzaine d'espèces endémiques connues dont la sangsue géante rouge du Kinabalu, Mimobdella buettikoferi, et le lombric géant du Kinabalu, Pheretima darnleiensis.

## Histoire
En 1851, le botaniste et secrétaire britannique à la colonie de Labuan, Hugh Low, ami de James Brooke, le « rajah de Sarawak », débarque sur la côte septentrionale de Bornéo à bord d'un prao. Il traverse la jungle et se rend au village de Kiau, sur le versant sud du mont Kinabalu. Accompagné du zoologue John Whitehead et d'une quarantaine de guides et porteurs locaux, il gravit la montagne jusqu'au plateau sommital. Au total, Low met neuf jours pour atteindre ce point, après avoir emprunté un itinéraire particulièrement raide. Les deux hommes font par la même occasion un grand nombre de découvertes biologiques et rapportent un grand nombre de plantes jusque-là inconnues. Gunting bin Lagadan, un jeune homme du village de Bundu Tuhan ayant participé à l'ascension et à qui des pouvoirs magiques sont attribués, est plus tard déclaré premier guide officiel du parc, lors de sa création. Ce n'est que 37 ans plus tard que Whitehead réussit à gravir la cime principale, qu'il baptise Low's Peak, en hommage à son ami. La botaniste Lilian Gibbs est la première femme à escalader la montagne en 1910. Entre 1961 et 1964, la Royal Society lance plusieurs expéditions à caractère scientifique.

## Activités

### Ascension

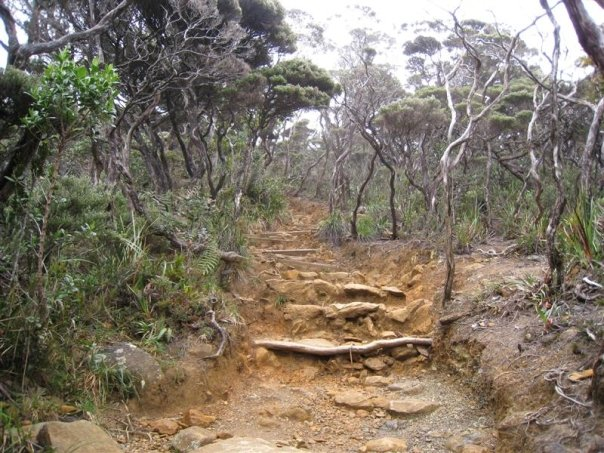
Vue d'un sentier au mont Kinabalu.

Les règles du parc national imposent aux randonneurs d'être accompagnés d'un guide agréé. Il existe deux points de départ principaux pour l'ascension : depuis la porte Timpohon, située à 5,5 kilomètres du bureau principal du parc à 1 890 mètres d'altitude, et depuis la station de Mesilau. Depuis cette dernière, pourtant située légèrement plus haut en altitude, le dénivelé vers le sommet est plus important puisqu'il faut franchir une arête rajoutant deux kilomètres à l'ascension. Les deux sentiers se rejoignent environ deux kilomètres avant Laban Rata à 3 270 mètres d'altitude.

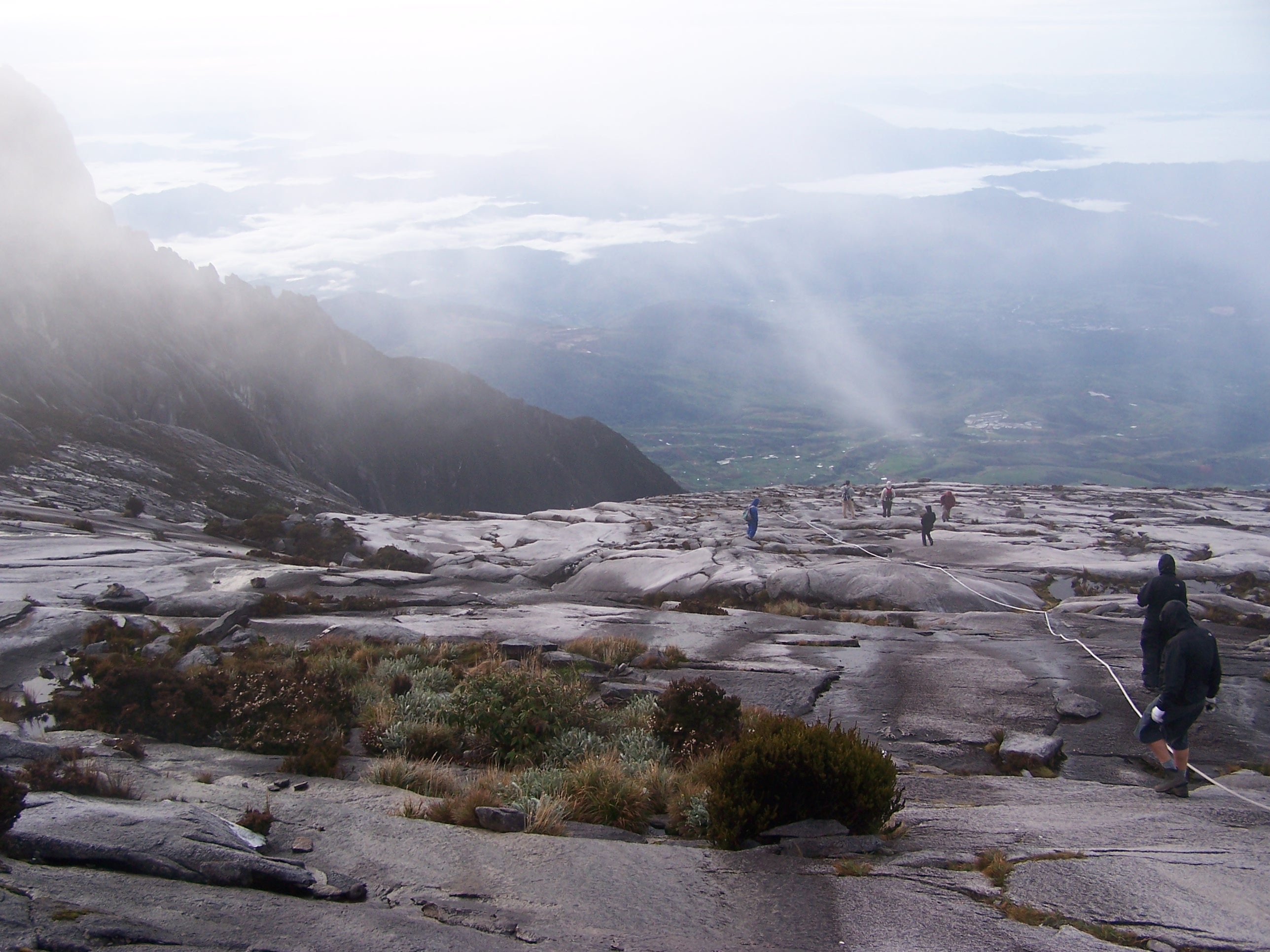
Vue de randonneurs dans la partie supérieure de la montagne avec une corde, au sol, permettant de s'assurer pour éviter les chutes.

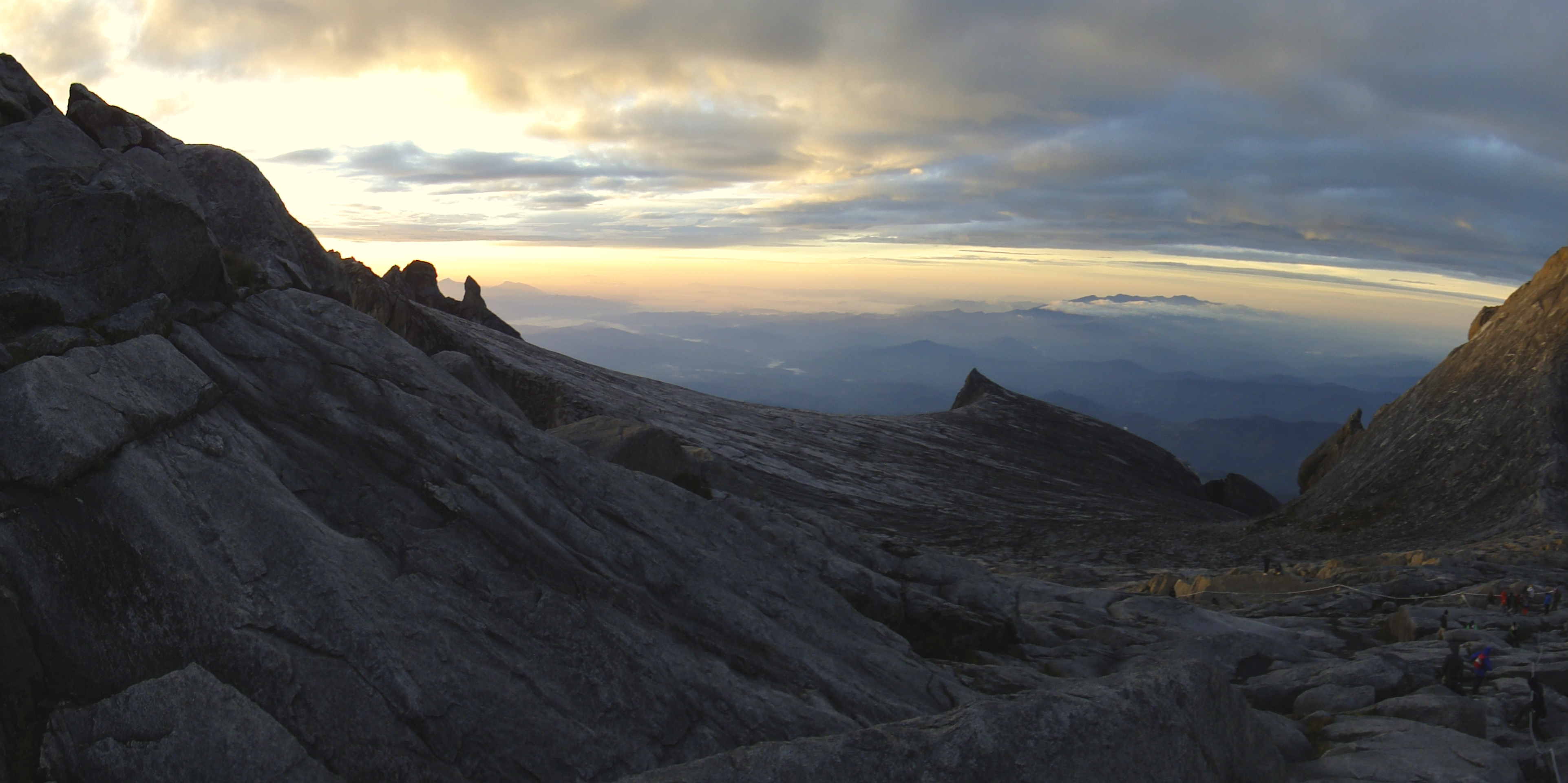
Vue du sommet, au lever du soleil.

Des hébergements existent à l'intérieur du parc ou à l'extérieur près du bureau principal. Sabah Parks a privatisé les activités touristiques liées au mont Kinabalu en les cédant à une organisation appelée Sutera Sanctuary Lodges (littéralement « refuges du sanctuaire de Sutera »), aussi connue sous le nom de Sutera Harbour. Cette organisation demande désormais aux randonneurs de rester une nuit à leur refuge situé à l'entrée du parc et une nuit supplémentaire à Laban Rata. Le prix est sensiblement supérieur à celui du refuge en dehors du parc et inclut notamment l'obligation d'acheter ses repas. De là, les randonneurs se rendent à la porte Timpohon soit par minibus soit à pied, puis grimpent au gîte de Laban Rata en trois à six heures. En l'absence de route, le refuge est approvisionné par porteurs dont la charge peut atteindre trente kilogrammes. Des repas chauds et des boissons, ainsi que l'eau chaude et le chauffage sont disponibles. Les deux derniers kilomètres vers le sommet, parcourus sur une roche granitique nue, prennent entre deux et quatre heures.
Chaque année, 30 000 randonneurs arpentent les versants de la montagne, ce qui en fait l'une des plus fréquentées au monde. Étant donné l'altitude, certaines personnes peuvent être affectées par le mal aigu des montagnes et doivent faire demi-tour immédiatement.
Entre 1987 et 2017 est organisé le Mount Kinabalu Climbathon, une compétition de skyrunning qui voit les coureurs parcourir le sentier de l'entrée du parc jusqu'au sommet puis redescendre.

### Escalade
Malgré la dureté de la roche, seules de rares voies d'escalade ont été ouvertes au sommet, aux Donkey's Ears (littéralement « Oreilles d'âne ») et dans les tours de granite à l'ouest de la cime principale.

### Protection environnementale
Les sols pauvres des pentes raides du mont Kinabalu ne sont pas favorables à l'agriculture ni à la sylviculture. De ce fait, les milieux naturels et la vie animale ont été préservés, avec seulement un tiers de l'habitat primaire qui a été dégradé.
Le parc national du Kinabalu a été établi en 1964 sur 754 km2 et les montagnes environnantes ont été incluses sur 1 399 km2 dans le parc national du Banjaran Crocker en 1984. Pourtant, même ce statut n'est pas suffisant pour garantir une protection totale, puisque des permis d'exploitation forestière ont été accordés à Trus Madi en 1984. La montagne fait également partie de la liste du Patrimoine mondial de l'UNESCO.

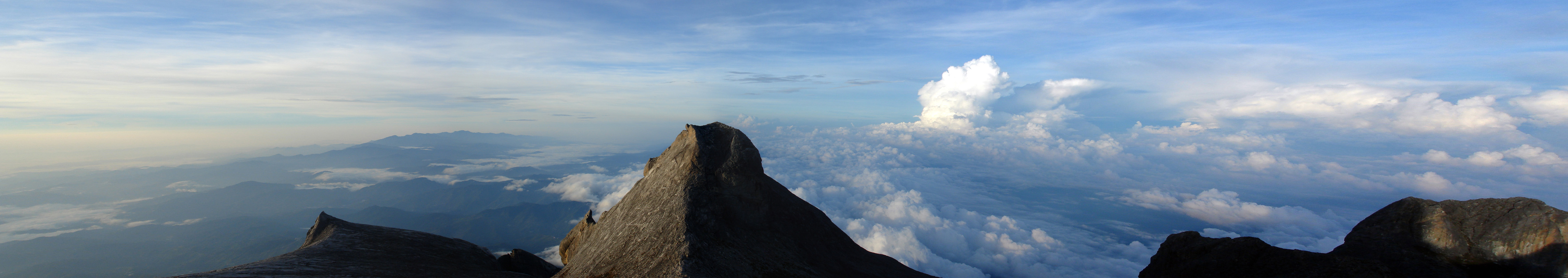
Vue panoramique depuis le sommet.

## Culture populaire
Le mont Kinabalu est représenté sur les drapeaux de l'État de Sabah et de la ville de Kota Kinabalu.

Drapeau de l'État de Sabah.
Drapeau de Kota Kinabalu.

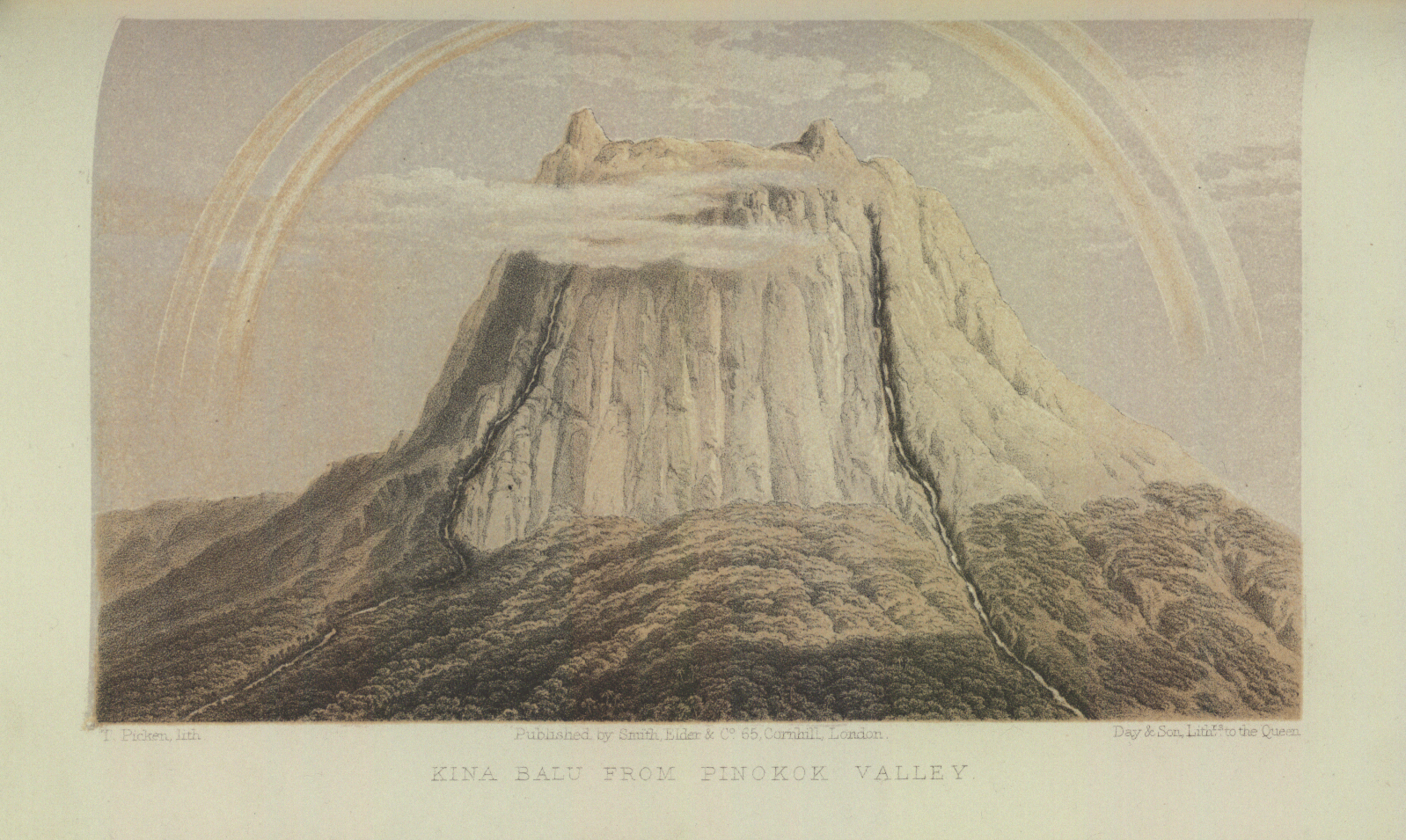
Représentation artistique du Kinabalu titrée « Kina Balu from Pinokok Valley » et parue en 1863 dans Life in the forests of the Far East; or, Travels in northern Borneo, volume 1 par Sir Spenser St. John.

Selon une légende, un prince chinois se retrouve naufragé sur les côtes de Bornéo après que son bateau a coulé au milieu de la mer de Chine méridionale. Il est alors secouru par des autochtones d'un village proche. Au fur et à mesure qu'il récupère, il est progressivement accepté au sein de la population. Il finit par tomber amoureux d'une femme et se marie. Les années passant, il commence à ressentir le mal du pays. Il demande alors à sa famille l'autorisation de retourner en Chine, afin de rendre visite à ses parents, l'empereur et l'impératrice. Il promet à sa femme qu'aussitôt ses devoirs accomplis il reviendra à Bornéo pour les emmener, elle et leurs enfants, dans son pays d'origine. Après son accord, il reçoit un accueil majestueux auprès de ses parents. Toutefois, il est consterné par le refus opposé à sa demande de réunir sa famille sur sa terre natale ; pire, ils lui apprennent qu'il est déjà promis à une princesse du royaume voisin. N'ayant pas le choix, devant le grand respect porté à ses parents, il obéit avec le cœur lourd. Entre-temps, à Bornéo, sa femme devient de plus en plus anxieuse. Après avoir décidé d'attendre le retour du bateau qui ramènerait son mari, mais ne pouvant observer la mer depuis le village ni attendre quotidiennement sur la plage, elle décide au lieu de cela de grimper sur le plus haut sommet afin d'avoir une vue sur l'ensemble du trafic maritime. Ainsi, tous les matins à l'aube, elle gravit la montagne et ne redescend qu'au crépuscule pour s'occuper de ses enfants. Malheureusement, elle finit par payer le prix de ses efforts : elle tombe malade et meurt de froid au sommet. L'esprit de la montagne, l'ayant observée pendant des années, est extrêmement touché par sa loyauté envers son mari. D'admiration, il décide de la transformer en pierre, sa face tournée vers la mer, afin qu'elle puisse attendre pour l'éternité. Les gens de son village, également émus par ce dénouement, décident de nommer la montagne Kinabalu à sa mémoire. Pour eux, le sommet est le symbole d'un amour sans fin et d'une loyauté exemplaire. La légende locale dans le district de Ranau à Sabah prétend que le St. John's Peak est le corps changé en pierre,.